# Nir Shavit
Nir Shavit (en hebreo: ניר שביט‎) es un profesor del Departamento de Ciencias de la computación en la Universidad de Tel Aviv.
Nir Shavit recibió sus grados de B.Sc. y M.Sc. en Ciencias de la Computación en el Technion en 1984 y 1986, respectivamente, y su Ph.D. en Ciencias de la Computación en la Universidad Hebrea de Jerusalén en 1990. Shavit es coautor del libro The Art of Multiprocessor Programming, y ganador en 2004 del Premio Gödel en informática teórica por su trabajo en herramientas de topología algebraica como aplicación para la computabilidad de modelos de memoria compartida. Ha ejercido además funciones directivas en el ACM Symposium on Principles of Distributed Computing (PODC) y el ACM Symposium on Parallelism in Algorithms and Architectures (SPAA).
Su investigación incluye técnicas para el diseño, implementación y razonamiento sobre multiprocesadores, y en particular el diseño de estructuras de datos concurrentes para máquinas multinúcleo. Entre sus contribuciones más notables se incluye la introducción y primera implementación del Software de Memoria Transaccional.